# Alexis Tsipras
Alexis Tsipras (en griego: Αλέξης Τσίπρας; Atenas, 28 de julio de 1974) es un ingeniero y político griego, líder de la Coalición de la Izquierda Radical (SYRIZA) desde 2009  hasta 2023 y primer ministro de Grecia desde 2015 hasta 2019.
Ejerció como primer ministro desde el 26 de enero hasta el 27 de agosto de 2015, cuando abandonó el cargo tras anunciar su renuncia el 20 de agosto con el fin de celebrar nuevas elecciones, las cuales se llevaron a cabo el 20 de septiembre de 2015. En estas nuevas elecciones, Syriza repitió los resultados de enero, siendo el partido más votado y obteniendo 145 escaños en el Parlamento griego, gracias a lo cual Tsipras ofició nuevamente de primer ministro de su país entre el 21 de septiembre de 2015 y el 8 de julio de 2019. Desde el 20 de octubre de 2018 hasta el 15 de febrero de 2019, Tsipras también se desempeñó como Ministro de Asuntos Exteriores de Grecia.

## Biografía y carrera política
Alexis Tsipras nació en Atenas el 28 de julio de 1974, días después de la caída del régimen de los Coroneles. Estudió Ingeniería Civil en la Universidad Politécnica Nacional de Atenas. Tras diplomarse en el año 2000, inició estudios sobre planificación territorial en el marco de un programa interdepartamental de su universidad. Asimismo empezó a trabajar como ingeniero en el sector de la construcción.
Se afilió a las Juventudes Comunistas a finales de los años 1980. A comienzos de la década de 1990, mientras era alumno en el Liceo de Ambelokipi, fue muy activo políticamente en la rebelión de los alumnos de instituto contra una ley controvertida del ministro de Educación y Asuntos Religiosos de aquella época, Vasilis Kontogiannopoulos. Se convirtió muy rápidamente en miembro influyente del movimiento contestatario tras su participación en una entrevista en televisión con la periodista Anna Panagiotarea.

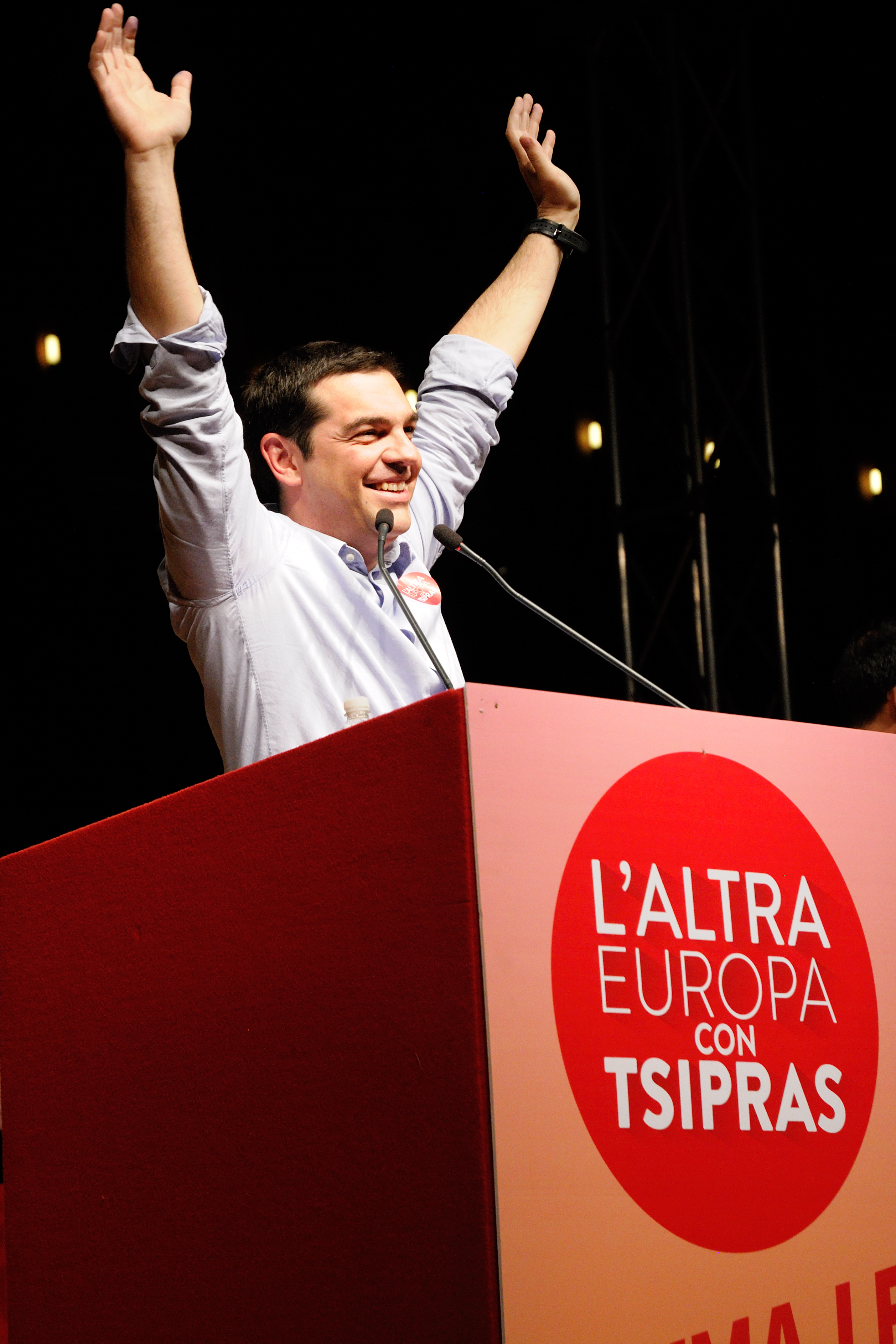
Tsipras en la Piazza Maggiore de Bolonia en ocasión de las elecciones europeas de 2014.

Como estudiante de la Universidad se unió al movimiento de renovación de la izquierda y fue miembro del Consejo Ejecutivo de la Unión de la Facultad de Ingeniería de Atenas y también se desempeñó como representante de los estudiantes en el Claustro Universitario. Fue elegido miembro del Consejo Central de la Unión Nacional de Estudiantes de Grecia (EFEE) durante el período 1995-1997.
En el año 1991 ingresó en Synaspismos y en 1999 fue elegido secretario de la Juventud de Synaspismós, cargo que ocupó hasta el tercer congreso de la organización en marzo de 2003. Como secretario de las Juventudes de Synaspismos tomó parte activa en el proceso de creación del Foro Social Griego y asistió a todas las marchas y protestas internacionales contra la globalización. En el IV Congreso de Synaspismós en diciembre de 2004 fue elegido miembro del comité central del partido político, del que fue responsable de las cuestiones de educación y juventud.
En las elecciones de 2006 fue el candidato a la alcaldía de Atenas, con el apoyo de Synaspismós y las fuerzas aliadas de la Coalición de Izquierda Radical (alianza electoral creada dos años antes). Encabezó la lista Ανοιχτή Πόλη (Ciudad Abierta), quedando tercero después de los candidatos de Nueva Democracia y PASOK con un apoyo del 10,5 % y cuatro concejales. Fue elegido para el cargo de presidente de Synaspismos durante el quinto Congreso del Partido en febrero de 2008. En las elecciones legislativas de 2009 fue elegido miembro del Parlamento y desde entonces ha dirigido el grupo parlamentario SYRIZA. Tras un gran ascenso de su partido, se convirtió en líder de la oposición desde 2012 hasta 2015, cuando en las elecciones parlamentarias de ese mismo año SYRIZA fue el partido más votado del país con 149 diputados, quedando a dos escaños de la mayoría absoluta. SYRIZA se constituyó formalmente como partido unido en julio de 2013 y Tsipras fue elegido líder del mismo.

## Primer ministro

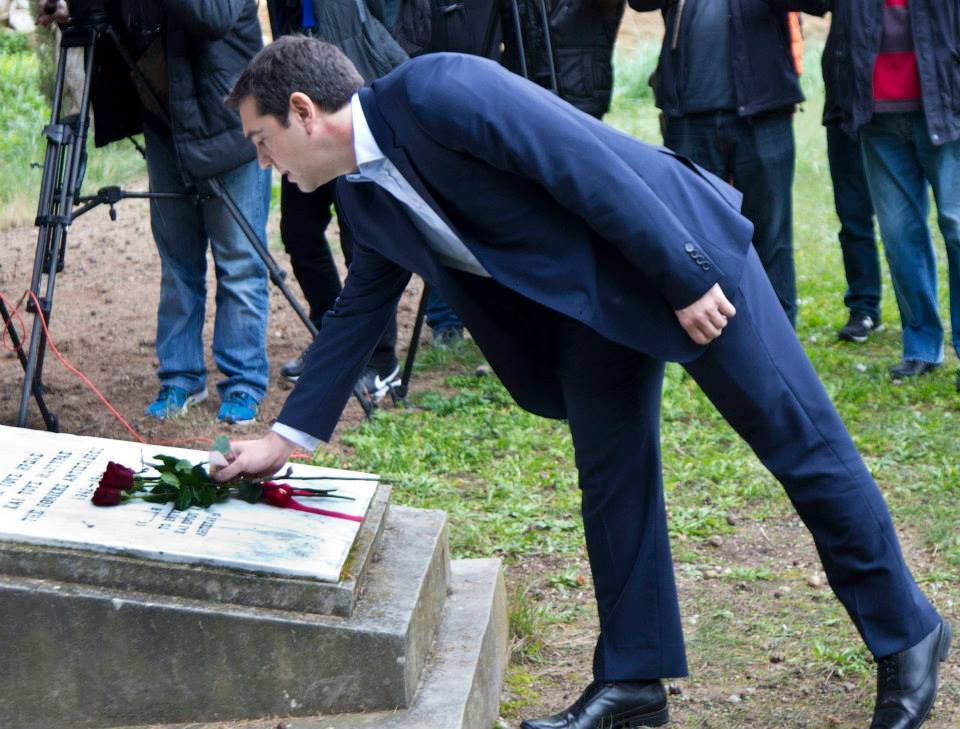
El primer acto de Tsipras como primer ministro fue visitar el Memorial Nacional de la Resistencia de Kaisariani, donde 200 comunistas de la resistencia griega fueron fusilados en 1944 por las fuerzas de ocupación del Eje.

El gobierno de Tsipras fue posible gracias al apoyo de Griegos Independientes (ANEL), obteniendo la mayoría necesaria para ser nombrado primer ministro de Grecia al día siguiente de la cita electoral, el 26 de enero de 2015. Había asumido en contexto con la honda crisis económica que Grecia padece desde hace años. Debido a que Tsipras es ateo, se convirtió en el primer jefe de Gobierno de Grecia que no prestó juramento religioso en su toma de posesión ni contó con la presencia del jefe de la Iglesia ortodoxa de Grecia, al que sí realizó una visita previa. Más adelante tuvo lugar la elección del presidente.
Tsipras, como líder de la izquierda política helena aplicó una serie de medidas económicas consideradas insólitas en el Estado, mientras el FMI, el Banco Mundial y el Eurogrupo propusieron nuevas medidas de rescate.
Durante su primera semana como primer ministro designó un gabinete compuesto por miembros de Syriza exceptuando Defensa, que quedó en manos de ANEL. Para los puestos económicos clave fueron designados Dragasakis como vice primer ministro y Varoufakis en Finanzas. En su primer Consejo de Ministros, el gabinete de Tsipras envió al parlamento una serie de medidas como la paralización de las privatizaciones, eliminación del copago, sanidad universal, ayudas de urgencia para los griegos más pobres, reingreso de funcionarios en sus puestos y paga extraordinaria a las pensiones mínimas. El jueves 29 de enero recibió al presidente del Parlamento Europeo. El lunes 2 de febrero, inició su primer viaje al exterior, visitando Chipre y declaró que la troika debía ser sustituida. El martes 3 de febrero continuó su viaje europeo visitando Roma y declarando junto a su homólogo italiano que seguía trabajando para acabar con la austeridad.
En junio, como parte de estas medidas, Tsipras ordenó el cierre temporal de las cuentas privadas en los bancos griegos, una medida llamada popularmente "corralito". Mientras, los sectores más conservadores presionaban al gobierno griego para cumplir los mandatos de la Comisión Europea, el BCE y el FMI.
En respuesta, el 27 de junio de 2015 Tsipras propone un referéndum para que los griegos acepten o no estas medidas, y es autorizado por el Consejo de los Helenos para el 5 de julio. Tras el referéndum de Grecia de 2015, más del 60% de los votos fueron en contra (promovido por Tsipras). Sin embargo, el 15 de julio, Tsipras y el Consejo de los Helenos aceptan las nuevas medidas por obligación;[¿por quién?][cita requerida] Varoufakis, muy crítico con las medidas propuestas por Europa, dimite, a pesar de su apoyo a Tsipras, por ver inviable seguir negociando con la Troika. El 14 de agosto, el Parlamento griego respaldó finalmente un nuevo rescate para el país, con medidas de austeridad aún más severas que las rechazadas por los griegos en el plebiscito. Más de 40 parlamentarios de Syriza votaron en contra del acuerdo, por lo que Tsipras tuvo que contar con el apoyo de la oposición proeuropea: Nueva Democracia, To Potami y PASOK. Tsipras expuso ante los parlamentarios que debían decidir "seguir con vida o el suicidio".
Finalmente, Tsipras reconoció su fracaso al frente de la crisis y anunció su dimisión el 20 de agosto de 2015 para celebrar unas elecciones anticipadas, el 20 de septiembre, tras solo 8 meses de gobierno, el más breve en la historia de la Grecia moderna. Tsipras dejó la Jefatura de Gobierno el 27 de agosto y la presidenta de la Corte Suprema griega, Vasilikí Thanou, fue nombrada ese día primera ministra interina hasta la celebración de las elecciones anticipadas. Los resultados de las elecciones significaron una nueva victoria para SYRIZA, lo cual permitió a Tsipras asumir nuevamente el cargo, formando gobierno nuevamente con ANEL.
En este segundo mandato de Tsipras, se aprobó una fuerte reforma de las pensiones que supuso una rebaja de hasta un 30% de las nuevas jubilaciones y de las pagas suplementarias; además se implementaron una subida de impuestos para intentar recaudar unos 3.600 millones, con un aumento del IVA al 24% y un gravamen sobre la gasolina, el tabaco, las bebidas alcohólicas y el café, así como un nuevo y polémico impuesto inmobiliario. Todas estas medidas provocaron una huelga general de más de 48 horas en el país heleno, la cuarta huelga general en menos de 5 meses.
La política económica de su gobierno, a menudo descrita como alineada con las directivas de la Comisión Europea, le ha valido una fuerte oposición de la izquierda. Por esto, el Partido Comunista de Grecia (KKE) se les opone y algunos militantes de Syriza abandonan el partido para crear Unidad Popular. Por otro lado, los allegados al gobierno creen que éste tuvo que enfrentarse a "la obstrucción de las instituciones del Estado y de la oligarquía" y que "un gobierno de izquierdas no puede triunfar solo, sobre todo si su país es pequeño y está al borde de la quiebra". Por su parte, los altos funcionarios europeos reconocen que "este gobierno, más que ningún otro, será examinado una vez que haya recuperado su autonomía".
El 29 de noviembre de 2016, Alexis Tsipras viajó a La Habana para rendirle homenaje póstumo al líder de la revolución cubana Fidel Castro.
También se crearon varias leyes que responden a las reivindicaciones de las asociaciones LGBT: en diciembre de 2015 el gobierno aprueba el pacto de unión civil; en octubre de 2017 se aprueba una ley que permite a los ciudadanos griegos cambiar de sexo sobre su estado civil; y, finalmente, en mayo de 2018 se aprueba una ley que permite la adopción para las parejas homosexuales.
El 20 de octubre de 2018, Alexis Tsipras asumió como ministro de Asuntos Exteriores tras la renuncia de Nikos Kotzias.
Tras el anuncio en enero de 2019 de la renuncia del ministro de Defensa Panos Kammenos y de la ruptura por parte de su partido, ANEL, de la coalición de gobierno, a causa de la inminente votación del acuerdo alcanzado en junio de 2018 con Zoran Zaev para poner fin a la disputa sobre el nombre de Macedonia, Tsipras quedó sin una mayoría parlamentaria viable y, en consecuencia, convocó una moción de confianza en el Consejo de los Helenos. Superó la moción, celebrada el 16 de enero, con 151 votos a favor.
SYRIZA fue derrotada en las elecciones parlamentarias de 2019, tras lo cual Tsipras pasó a ser líder de la oposición.